# 初速

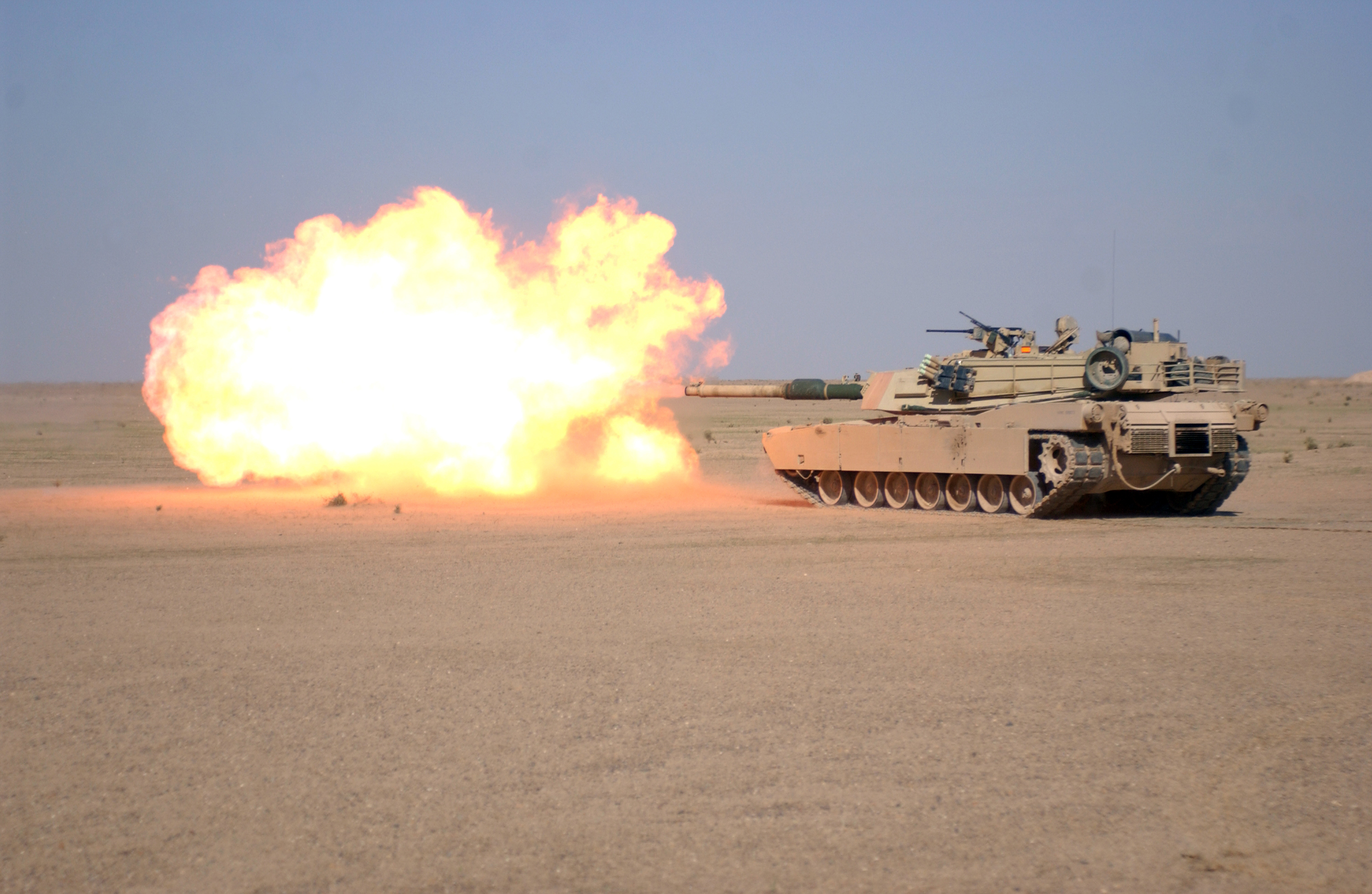
M1A1エイブラムスの発砲の瞬間

砲内弾道における初速（しょそく、英語: muzzle velocity）とは、弾丸が砲口を離脱するときの砲身に対する弾丸の相対速度であり、銃口速度ないし砲口速度ともいう。

## 物理と技術
砲口速度の範囲は、拳銃の場合の亜音速の毎秒340 m以下から、戦車砲から発射されるAPFSDSのような徹甲弾の毎秒1,800 m以上まであり、後者の速度はほぼ化学装薬で達成できる限界値に近い。弾丸の速度は砲口で最も高く、その後は空気抵抗によって徐々に低下する（厳密には砲口から数cmから数mまではガスが吹きつけるため、速度がわずかに上がる）。
通常の銃や大砲では、砲口速度は装薬の質（燃焼速度および膨張率）と量、弾丸の重量および砲身の長さに依存する。燃焼速度の遅い装薬は完全に燃え終えるまでに時間を要するため、同じ弾では長い砲身を、同じ砲身では重い弾丸に適する。装薬量が同じであれば、より速く燃焼する装薬は、軽い弾丸をより高速度に加速することができる。銃砲において、装薬の燃焼で生じる圧力は、砲口速度の制限因子となる。安全性と高い砲口速度を両立させるには、装薬の質と量、弾体の重さと砲身長の間の最適なバランスを見つけなければならない。

### 長砲身
長い砲身は、装薬が弾丸を加速する時間を長く与える。そのため、長い砲身とそれに対応した装薬を用いれば高い砲口速度が得られる。発射装薬の燃焼時のガス圧は装薬の形状、密度、薬径によって変化し、ペレット状や球状の粒径や棒状や管状の直径が小さく細いものが表面積が大きくなって早く燃焼する。
高いガス圧は弾丸を速く押すことができるが、その圧力に抗するために砲身が肉厚となる。一般に長砲身に対応する発射装薬は短砲身のものに比べ、その量が多いだけでなく燃焼速度が比較的遅く作られており、砲腔内の最大圧力もそれほど高めずに長時間、継続的に砲弾を砲口まで加速できるようになっている。

### 砲口速度の変化
砲口速度の変化は直射砲撃でも影響するが、曲射砲撃では砲口速度が射程方向での弾着精度を左右するため、基本となる弾丸重量や装薬の量と質の他にも温度や砲腔の減肉などを計算し、想定される砲口速度の変化量を微小な仰角の調整で補うようにしている。

## 開発中の技術
先進各国での海軍用の新たな火砲として、電磁気的に加速されるレールガンへの関心が高まっており、火薬という化学反応に基づく反応速度の限界を克服するものと考えられている。レールガンの高い砲口速度により、弾丸は短時間でさらなる遠方へ投射できると構想されている。
また、化学反応に基づいてはいるものの、液体装薬技術による若干の砲口速度向上も期待されている。